# Дзьосо

36°1′25″ пн. ш. 139°59′38″ сх. д. / 36.02361° пн. ш. 139.99389° сх. д.
Дзьосо́ (яп. 常総市, じょうそうし, МФА: [d͡ʑoːsoː ɕi̥]) — місто в Японії, в префектурі Ібаракі.

## Короткі відомості
Розташоване в південно-західній частині префектури, в нижній течії річки Кіну. Виникло на основі річкового порту раннього нового часу. Засноване 1 січня 2006 року шляхом об'єднання міста Міцукайдо з містечком Ісіґе. Основою економіки є виробництво електроприладів. В місті мешкає велика община бразильських емігрантів. Станом на 1 жовтня 2007 площа міста становила 123,52 км². Станом на 1 серпня 2008 населення міста становило 65 818 осіб.